# إليما لي ماكفارلين
إليما لي ماكفارلين (بالإنجليزية: Ilima-Lei Macfarlane؛ مواليد 2 أبريل 1990) هي مُقاتلة فنون قتالية مختلطة أمريكية.

## وصلات خارجية
- إليما لي ماكفارلين على موقع بيلاتور (الإنجليزية)
- إليما لي ماكفارلين على موقع شيردوغ (الإنجليزية)
- إليما لي ماكفارلين على موقع Tapology.com (الإنجليزية)
- إليما لي ماكفارلين على موقع إي إس بي إن (الإنجليزية)
- إليما لي ماكفارلين على موقع IMDb (الإنجليزية)